# بزرگراه پرنس
بزرگراه پرنس یک جاده اصلی در استرالیا است که بین سیدنی و پورت اوگوستا قرار دارد. این بزرگراه از مسیر ساحلی ایالتهای نیوساوت ولز، ویکتوریا و استرالیای جنوبی عبور می‌کند و ۱٬۹۴۱ کیلومتر (۱٬۲۰۶ مایل) (در امتداد بزرگراه ۱) یا ۱٬۸۹۸ کیلومتر (۱٬۱۷۹ مایل) طول آن است. بیشتر مسیر بزرگراه پرنس در طول ساحل جنوبی استرالیاست و مناظر دیدنی زیادی دارد.

## مسیر

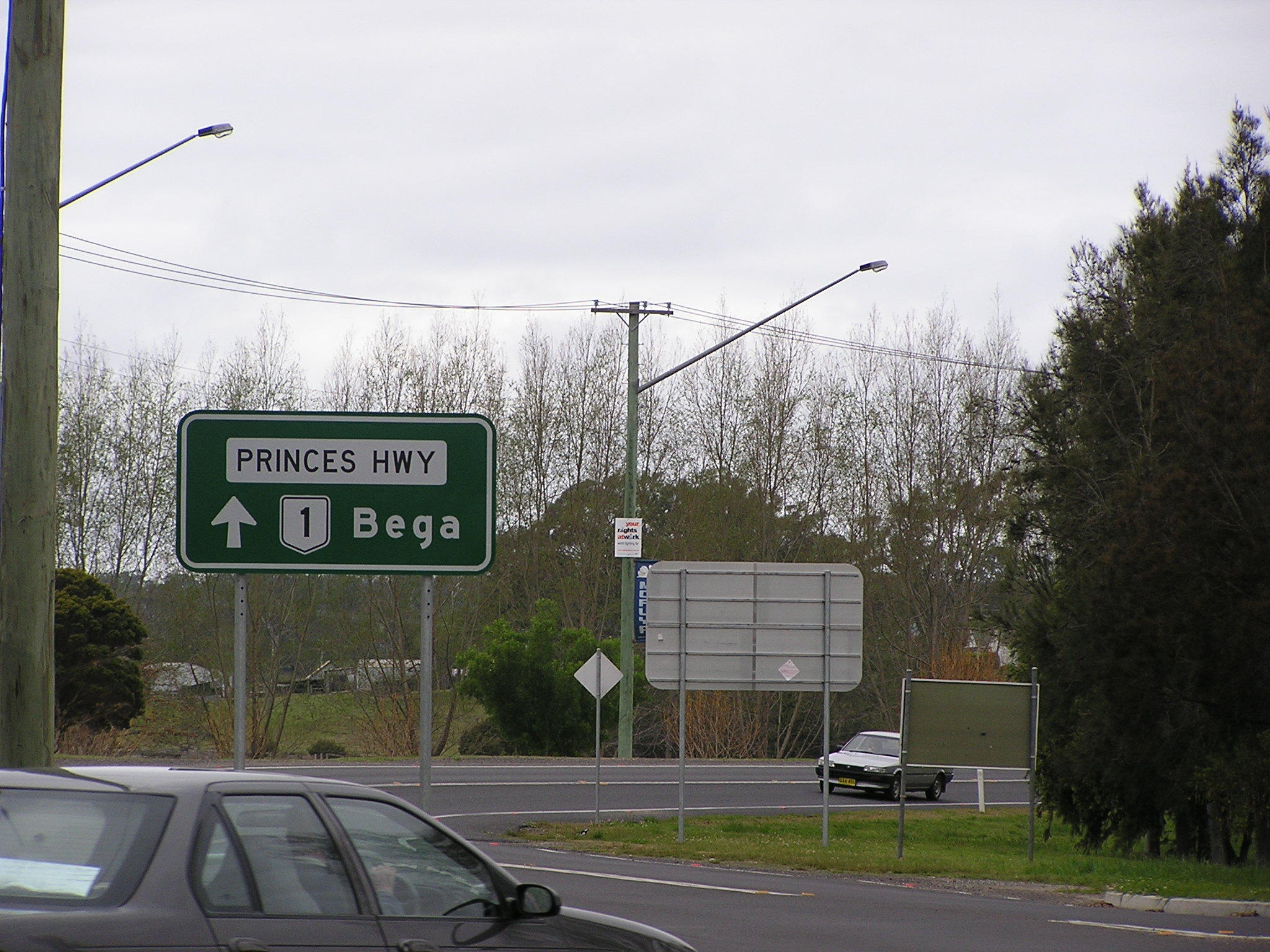
شاهزادگان بزرگراه در مورویا، نیو ساوت ولز است.

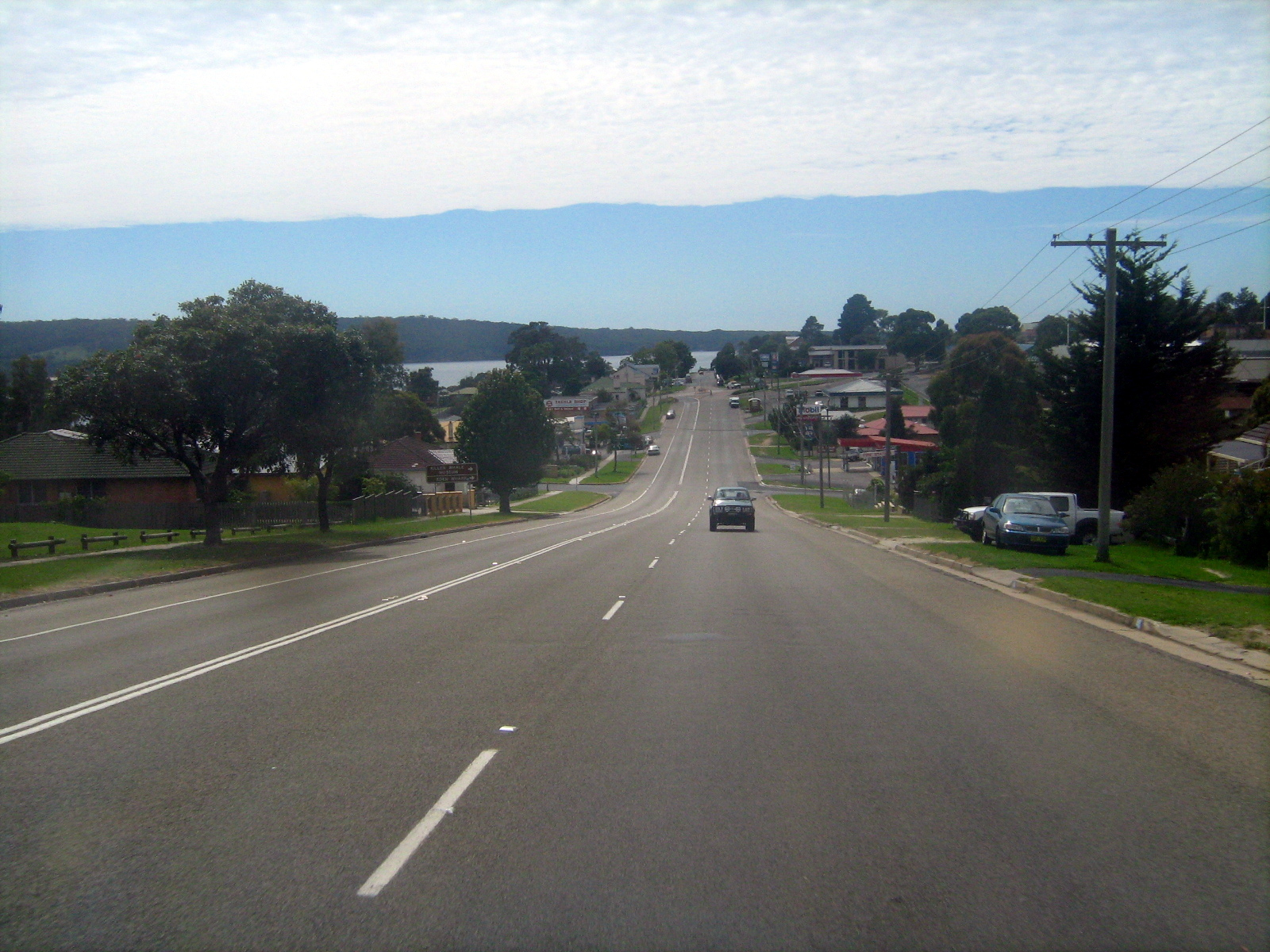
بزرگراه پرنس در ادن NSW.

شاهزادگان بزرگراه پرنس در محل اتصال برادوی (بزرگراه غربی بزرگ) و جاده در سیدنی در منطقه چیپندیل شروع می‌شود.
این بزرگراه از جاده‌های پر خطر است و در سال ۲۰۰۶ شاهد ۱۰ مورد مرگ و میر و ۷۲۹ نفر مجروح بوده است.